# Ewelina Marciniak (piosenkarka)
Ewelina Marciniak (ur. 21 maja 1976 w Nowym Sączu) – polska piosenkarka, autorka tekstów, kompozytorka z kręgu piosenki autorskiej i poezji śpiewanej. Od lutego 2009 roku pełni funkcję dyrektora placówki Przystań Twórcza – Cieplickie Centrum Kultury.

## Życiorys
Swoją muzyczną przygodę rozpoczęła w wieku ok. 17 lat, gdy uczęszczała do I Liceum Ogólnokształcącego im. Jana Długosza w Nowym Sączu. Uczyła się dykcji, śpiewu i ruchu scenicznego w tamtejszym Studiu Piosenki. Zadebiutowała podczas licealnego Festiwalu Młodych Talentów.
Po wyjeździe z Nowego Sącza studiowała w Akademii Ekonomicznej im. Oskara Langego we Wrocławiu na Wydziale Gospodarki Regionalnej i Turystyki w Jeleniej Górze. W tym okresie rozpoczęła współpracę z Wojciechem Jarocińskim (Wolna Grupa Bukowina) i przez pięć miesięcy 1999 roku współtworzyła jego efemeryczny projekt S.A.D. („Samozwańcza Akademia Dźwięku”), co zaowocowało pierwszymi kompozycjami jej autorstwa, m.in. Zapominam, a także kilkoma tekstami napisanymi do muzyki Jarocińskiego, m.in. Miłość, Zieleń, Światełko oraz wyróżnieniem otrzymanym na Yapie'99 i rejestracją niekomercyjnego albumu pt. S.A.D.. Po zakończeniu współpracy z grupą Jarocińskiego powstał zespół …BO TAK! przez którego skład oprócz piosenkarki przewinęli się m.in.: wokalistka Anna Kosa (koleżanka z czasów grupy S.A.D.) i gitarzysta Marcin Sweklej. E. Marciniak i M. Sweklej zajęli się również komponowaniem i pisaniem tekstów piosenek, składających się na repertuar formacji. Brała ona udział w licznych festiwalach, koncertując m.in. w Jeleniej Górze, Wrocławiu, Katowicach, czy Krakowie.
W 2000 roku wokalistka zdecydowała się na karierę solową. W maju 2001 roku wzięła udział w konkursie 37. Studenckiego Festiwalu Piosenki, wykonując trzy autorskie kompozycje: Kolejna zima, Jeśli to nie ja oraz na życzenie jury piosenkę pt. Na kuferku, co dało jej wygraną, która została zwieńczona udziałem w koncercie laureatów. Otrzymała I nagrodę oraz nagrodę dziennikarzy. Kolejne zdobyte laury to II miejsce na Olsztyńskich Spotkaniach Zamkowych „Śpiewajmy Poezję” oraz Grand Prix im. Jonasza Kofty na 19. Ogólnopolskim Przeglądzie Piosenki Autorskiej „OPPA”, który odbył się w grudniu 2001 roku w Warszawie. W 2002 roku piosenkarka zdobyła I nagrodę na świnoujskim Festiwalu Artystycznym Młodzieży Akademickiej „FAMA” i „Trójząb Neptuna” za Koncert piosenek Łucji Prus Gwiazdka z Nieba. Ponadto występowała w programach TVP (w jednym z nich u boku Ireny Santor i Jana Wołka) i koncertowała z Jerzym Satanowskim. Nakładem Stowarzyszenie Literacko Muzycznego „Ballada” ukazała się wkrótce jej debiutancka płyta Na Kuferku, którą artystka nagrała w 2002 roku w studiu S4 Radia Kraków (ponadto wykorzystano archiwalne nagrania grupy S.A.D. – Miłość i Zieleń). Głosami słuchaczy audycji „Baza Ludzi z Mgły” – emitowanej na antenie Radia Centrum, w podsumowaniu roku 2003 Ewelina Marciniak została wybrana „Odkryciem i Talentem Roku”, zaś płyta Na kuferku „Płytą Roku 2003”.
Od lutego 2009 roku pełni funkcję dyrektora placówki Przystań Twórcza – Cieplickie Centrum Kultury.
28 września 2019 roku, krótki recital artystki w Filharmonii Dolnośląskiej uświetnił Galę Jubileuszową z okazji 50-lecia Wydziału Ekonomii, Zarządzania i Turystyki Uniwersytetu Ekonomicznego, którego jest absolwentką.

## Dyskografia

### Albumy
- 2002: Na kuferku (CD Stowarzyszenie Literacko Muzyczne „Ballada” – Ballada 002)

### Inne nagrania
- 1999: S.A.D. (Samozwańcza Akademia Dźwięku) – S.A.D. (CD; album niekomercyjny)[2][4]

### Kompilacje
- 2004: Wojciech Jarociński – Eldorado (CD, WGB 001; album niekomercyjny): S.A.D. (Złota klatka, Zieleń, Blues kolejowych mostów)[9][10]
- 2005: Wojciech Jarociński – Eldorado (CD, Dalmafon – 1290792): S.A.D. (Blues kolejowych mostów)[11]